# Сантос де Соуза, Райан
Ра́йан Ка́рлос Са́нтос де Со́уза (порт.-браз. Ryan Carlos Santos de Souza; родился 14 мая 2002 года, Диадема, Бразилия) — бразильский футболист, защитник клуба «Баия».

## Биография
Родился в городе Диадема штата Сан-Паулу. На юношеском уровне выступал за «Сан-Паулу» и «Понте-Прету», а в сентябре 2020 года перешёл в молодёжную команду «Баии». В преддверии старта сезона 2023 переведён в первую команду клуба. На взрослом уровне дебютировал 11 января того же года, вышел на замену во втором тайме (вместо Матеуса Баии) победного (3:1) поединка Лиги Баияно против «Жуазейренсе». 14 марта дебютировал в Серии А в поединке против «Фламенго». С середины июля и до конца декабря 2024 выступал в аренде за КРБ, в футболке которого провёл 21 поединок в бразильской Серии B.
19 февраля 2025 года перешёл в аренду в «Черноморец». Дебютировал за одесскую команду 21 февраля 2025 года в победного (2:1) выездного поединка 18-го тура Премьер-лиги Украины против ковалёвского «Колоса».